# Santafeite
La santafeite è un minerale.